# Cristóbal de Castillejo
Cristóbal de Castillejo (Ciudad Rodrigo, 1494 - Vienne, 1550) est un poète et auteur dramatique espagnol.

## Biographie
Page de Ferdinand (1509), frère de Charles Quint, cistercien au couvent San Martín de Valdeiglesias, il devient son secrétaire (1525) lorsque celui-ci est proclamé roi de Hongrie et de Bohême (1526) puis empereur (1531). Il reste de nombreuses années en Allemagne puis devient chartreux à Vienne. 
Il fut un des plus vifs adversaires des innovations de l'école de Boscan.

## Œuvres
- Contra los que dexan los metros castellanos y siguen los italianos
- Obras de amores, Obras de conversación y pasatiempo y Obras morales y de devoción
- Diálogo entre la memoria y el olvido, Diálogo entre la verdad y la lisonja y el Diálogo y discurso de la vida en corte